# 于尔根·特伦普夫
于尔根·特伦普夫 （德語：Jürgen Trumpf；1931年7月8日—2023年5月13日），德国外交官、政治人物，1994年9月1日至1999年10月17日任欧洲联盟理事会秘书长。
《阿姆斯特丹条约》生效后，特伦普夫曾短暂担任首任共同外交与安全政策高级代表，但一个月后在科隆的欧洲峰会上让位给哈维尔·索拉纳。
2023年5月13日，特伦普夫逝世，享年91岁。